# Andries Coetzee
Andries Coetzee (Bethal, 1 de marzo de 1990) es un jugador sudafricano de rugby que se desempeña como fullback.

## Carrera
Debutó en 2011 con los Golden Lions y continua en el equipo con quien disputa la Currie Cup, la competición local de su país. Desde 2012 es miembro de los Lions, una de las franquicias sudafricanas que disputa el Super Rugby.

## Selección nacional
Fue convocado a los Springboks por primera vez en junio de 2017 para jugar ante Les Bleus, por el momento lleva tres partidos jugados y ningún punto marcado.

## Palmarés
- Campeón de la Currie Cup de 2011 y 2015.